# Albert Rusnák
Albert Rusnák (ur. 7 lipca 1994 w Vyškovie) – słowacki piłkarz grający na pozycji pomocnika w Seattle Sounders FC.

## Kariera klubowa
Treningi piłkarskie rozpoczął w KAC Košice, z którego trafił do FC VSS Košice. W lipcu 2010 podpisał trzyletni kontrakt z Manchesterem City. W sierpniu 2013 został wypożyczony do Oldham Athletic do 5 stycznia 2014, jednak w połowie września 2013 wypożyczenie zakończono. W styczniu 2014 został wypożyczony na miesiąc do Birmingham City. W lipcu tegoż roku trafił na wypożyczenie do SC Cambuur. Zadebiutował w tym klubie 9 sierpnia 2014 w zremisowanym 1:1 spotkaniu z FC Twente, w którym strzelił gola. W grudniu 2014 podpisał trzyipółletni kontrakt z FC Groningen. Zadebiutował w tym klubie 16 stycznia 2015 w przegranym 0:2 meczu z AFC Ajax. 6 stycznia 2017 roku podpisał kontrakt z Real Salt Lake. Zadebiutował w tym klubie 4 marca 2017 w zremisowanym 0:0 meczu z Toronto FC, a pierwszego gola strzelił 8 kwietnia 2017 w wygranym 3:0 spotkaniu z Vancouver Whitecaps FC. W styczniu 2022 podpisał dwuletni kontrakt z Seattle Sounders FC z możliwością przedłużenia o kolejny rok. W sezonie 2022 wygrał z tym klubem Ligę Mistrzów.

## Kariera reprezentacyjna
Młodzieżowy reprezentant Słowacji. W dorosłej kadrze zadebiutował 15 listopada 2016 w zremisowanym 0:0 meczu towarzyskim z Austrią. Pierwszego gola strzelił natomiast 22 marca w wygranym 2:1 meczu półfinałowym Pucharu Króla ze Zjednoczonymi Emiratami Arabskimi.
W 2017 roku wraz z kadrą do lat 21 wystąpił na mistrzostwach Europy, na których zagrał w 3 meczach: wygranym 2:1 z Polską, przegranym 1:2 z Anglią i wygranym 3:0 ze Szwecją.

## Życie osobiste
Jego ojciec Albert był piłkarzem i trenerem.